# Castillos y muralla de Bellinzona
Los castillos de Bellinzona están situados en Bellinzona, capital del cantón del Tesino, en Suiza. Con la muralla que rodea la ciudad, están inscritos desde el 2000 en el Patrimonio de la Humanidad de la Unesco.   Los tres castillos son: Castelgrande, el castillo de Montebello y el castillo de Sasso Corbaro. El conjunto, construido entre los siglos XIII y XV, es una prueba de la importancia de la arquitectura militar en la Edad Media. Es también un ejemplo, único en Europa, de la evolución de un lugar, en constante adaptación a las necesidades del hombre según los tiempos. Bellinzona está situada al sur de los Alpes en el comienzo de un profundo valle. En este lugar del cantón de la Rivera se abre la llanura de Magadino, un llano pantanoso que desemboca en el Lago Mayor. Es un punto de convergencia de donde parten multitud de carreteras. 
Por el norte, la Léventine conduce a los puertos de paso de San Gotardo y de Nufenen, el valle de Blenio conduce al puerto de Lukmanier mientras que el Valle Mesolcina conduce al puerto del Pequeño San Bernardo. Al sur, las carreteras que van hacia Italia bordean el Lago Mayor o pasan por el Monte Ceneri. El camino “este-oeste” que es la carretera “Domodossola-Centovalli-San Jorio-Valteline” pasa por Bellinzona, que es el inicio también del camino de la Greina.
El lugar se presta, debido a su situación natural, a la función de punto de control, ya que la presencia de cortados rocosos en medio del valle da lugar a estrechamientos fácilmente controlables. Estos roquedos son el resultado de la erosión de los glaciares y del río. 
Ya en el Imperio romano, hacia mediados del siglo IV se construyó una fortificación en los cortados rocosos de Castelgrande. Durante mucho tiempo se le dio por inexpugnable. Pero el aspecto de las fortificaciones de Bellinzona, tal como se las puede ver hoy día, es en lo fundamental la obra de los Lombardos. 
Castelgrande fue reconstruido por primera vez en los siglos X y XI; a éste se añadió el castillo de Montebello que se edificó en el siglo XIII, en el promontorio rocoso situado al este de la ciudad y después unido a las fortificaciones de la ciudad. Se levantó una nueva torre poco después a 1400 metros de altura, que se convertiría en el núcleo del futuro castillo de Sasso Corbaro y así se terminaba la muralla que cerraba el valle de parte a parte y cerraba por el sur de los Alpes la “frontera” con los llanos de Italia. 
Los lombardos, dueños de estos lugares a partir de 1340, completaron las fortificaciones de este conjunto con el objetivo de impedir a los Confederados (en particular, Uri, Schwyz y Unterwalden) extenderse por el sur de los Alpes. Estos debieron esperar a la decadencia del ducado de Milán hacia 1499, causado por la invasión de la región por Luis XII, rey de Francia, y la llamada de los habitantes de Bellinzona que, habiendo expulsado a los franceses, pidieron la protección de los Confederados. Esto puso fin a un largo período de desórdenes.

## Descripción
El conjunto es grandísimo. Castelgrande mide más de doscientos metros en diagonal y la muralla al menos cuatrocientos metros. 

### Castillo de Castelgrande
Unas estrechas escaleras permitían acceder al castillo situado a mayor altura. Era necesario atravesar varias puertas y obstáculos para llegar finalmente a la puerta principal situada al sureste del castillo. Esta puerta precedía a la gigantesca plaza interior donde se construyó la iglesia de San Pedro, así como una multitud de pequeñas construcciones. 
Hoy día estos edificios ya no existen. Además del recinto y los edificios de la parte sur, solo permanecen en el centro las dos torres (Torre Nera y Torre Bianca), así como los tres muros defensivos que comparten el espacio en tres sectores. Los edificios construidos adosados al recinto de la parte sur forman un conjunto alargado. Se han instalado algunos ascensores modernos que permiten a los visitantes, respetando al mismo tiempo el lugar, el acceso a la plaza interior. 
Castelgrande fue restaurado por el arquitecto Aurelio Galfetti, quien logró recuperar la esencia edilicia de los antiguos castillos de la región y, al mismo tiempo, un uso funcional adecuado a los visitantes de la época contemporánea.

### Castillo de Montebello
Se trata de un recinto del que el plano forma aproximadamente un rombo, en el interior del cual se encuentra el castillo central, la parte más antigua. Esta parte, de forma muy irregular, construida en el siglo XIII, incluye una torre, dos plazas y viviendas. 
El recinto, construido hacia 1400 y completado en el siglo XV, incluye un camino de ronda y tres torres angulares. Es necesario cruzar dos puertas, un foso, un puente levadizo y una grada para acceder a la plaza del castillo. 
Montebello está unido a las fortificaciones de la ciudad por largos muros con almenas y flanqueadas de torres. 

### La murallas(La Murata)
Comenzada al principio del siglo XV y terminada hacia 1480, esta muralla que cruzaba el valle de parte a parte se unía por un lado a las murallas de Castelgrande y por el otro, cerca del río Tesino, concluía en una torre defensiva. 
Hoy día sólo se conserva la parte meridional próxima a la ciudad. La obra, de 4 metros de anchura, tiene un pasillo arqueado con aspilleras. La plataforma del camino de ronda con matacanes de una a otra parte. 
Este sistema de defensa, escaso contra la artillería pesada, era suficiente contra las tropas de infantería confederadas que llegaban del otro lado del Gothard.

### Castillo de Sasso Corbaro
El castillo se construyó muy rápido en 1479. Seis meses después de la puesta en obra, estaba dispuesto para defender la ciudad. Se desarrolló a partir de una torre vivienda defensiva preexistente que fue convertida en una torre angular. Una segunda torre se dispuso en diagonal. Las paredes del recinto, almenadas, forman una plaza cuadrada. Adosado a la pared del recinto y abriéndose sobre la plaza interior, una vivienda típica del estilo del hábitat de la región en el siglo XV con ventanas ojivales y chimeneas apuntadas.

## Historia
- Entre el siglo V y el XIV, después de la caída del Imperio romano, Bellinzona pasó probablemente a las manos de los sucesores de Roma, o sea: 
  - hacia 500, a los ostrogodos, luego al imperio bizantino,
  - durante el siglo VI, a los lombardos,
  - los monarcas carolingios conquistaron el lugar después, en el siglo X, los emperadores de la Dinastía Sajona (Sacro Imperio Romano Germánico);
- Siglos X y XI, construcción del recinto actual de Castelgrande por los emperadores de la Dinastía Sajona, en sustitución de la muralla de origen romano, muy derruida;
- al principio del siglo XVI, los emperadores de la Dinastía Sajona cedieron la fortaleza de Castelgrande a los obispos de Como;
- a partir del siglo XII, se transformó la muralla, se elevó y se reforzó en varias ocasiones, Bellinzona estuvo en el centro de violentas luchas;
- en 1230 se abrió la carretera del Gothard. Artesanos, comerciantes y hombres poderosos se instalaron en Bellinzona que se benefició del aumento de los intercambios y de la protección garantizada por las fortificaciones del lugar;
- en 1340, después de un largo asedio, Bellinzona cayó en manos de los Lombardos y permaneció bajo su soberanía durante un siglo y medio;
- de 1403 a 1422, Bellinzona cayó en las manos de tres cantones confederados (Uri, Schwytz y Unterwalden).
- 1422, Milán lanzó un ataque sorpresa contra Bellinzona, los Confederados fueron derrotados en la Batalla de Arbedo;
- de 1422 1480, bajo soberanía milanesa, la defensa del lugar, garantizada hasta entonces por Castelgrande, se refuerza para prevenir ataques confederados. Sucesivamente se reforzó el castillo de Montebello después se construyó la muralla (en italiano Murata) a través del valle y por fin el castillo de Sasso Corbaro;
- en 1499, Luis XII, rey de Francia, invade el ducado de Milán;
- en 1500, los habitantes de Bellinzona consiguen expulsar a los Franceses. Por temor de represalias aceptan someterse a los Confederados;
- en el siglo XVI, las crecidas del río Tesino destruyeron una parte de la muralla. Hoy día no permanece más que la parte meridional próxima a la ciudad;
- entre 1500 y 1798, bajo el control de la confederación de los XIII cantones, los tres castillos cambiaron de nombre: Uri, Schwytz y Unterwald;
- en 1803, creación del cantón del Tesino. Los castillos vuelven de nuevo al Estado;
- entre 1920 y 1955 se emprendieron algunos trabajos de renovación y consolidación.